# Saturiwa

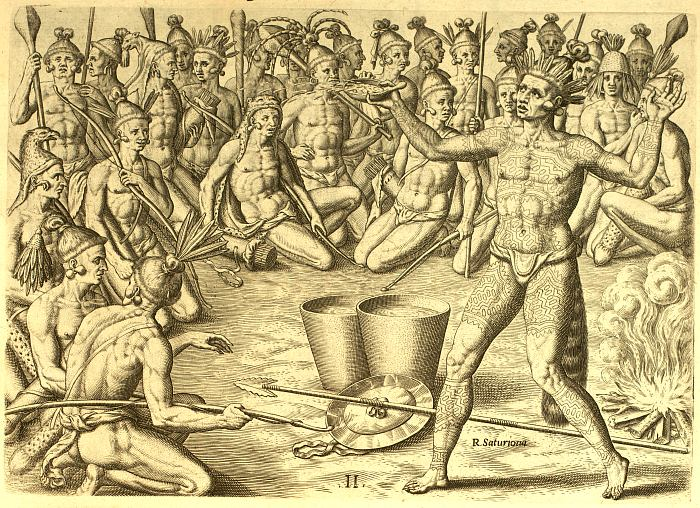
Un dels gravats de Theodor de Bry, suposadament basat en els dibuixos de Jacques LeMoyne, descrivint al cap Saturiwa preparant els seus homes per la batalla

Saturiwa era un cacicat timucua centrat al voltant de la boca del riu St Johns vora l'actual Jacksonville, Florida. Eren el cacicat més gran i millor testimoniat del subgrup timucua conegut com a Mocama, que parlava el dialecte Mocama de la llengua timucua i vivien en les zones costaneres al nord de l'actual Florida i al sud-est de Geòrgia. Eren una força política important en els primers dies de l'assentament europeu a la Florida, forjant relacions d'amistat amb els colons hugonots francesos a Fort Caroline en 1564 i més tard es van involucrar en el sistema de missions espanyola.
Els saturiwa van rebre aquest nom pel seu cap a l'època del contacte amb els europeus, Saturiwa. En aquell moment el poble principal del cap es trobava a la riba sud del riu St Johns, i era sobirà sobre uns altres trenta caps i els seus llogarets. El cap Saturiwa es va aliar amb els francesos, qui van construir Fort Caroline en territori Saturiwa, i més tard els ajud`pa contra els espanyols de San Agustín. Després que els francesos van ser desallotjats de la Florida, Saturiwa va fer la pau amb els espanyols, qui va establir la Missió San Juan del Puerto prop del seu poble principal. Igual que altres pobles natius de Florida, els saturiwa van ser delmats per les noves malalties infeccioses i les guerres durant del segle xvii. Desaparegueren del registre històric a començaments del segle XVIII; els supervivents saturiwa probablement es va fusionar amb els altres timucua i va perdre la seva identitat independent.

## Àrea
El principal poble dels saturiwa estava situat a l'actual Jacksonville, Florida, a la riba sud del riu St Johns, prop de la seva desembocadura. D'acord amb els registres francesos, el cap Saturiwa va ser sobirà sobre uns altres trenta caps de llogaret, deu dels quals eren els seus "germans". Els pobles de l'aliança de Saturiwa es van concentrar al voltant de la boca del riu St Johns, i van ser dispersats riu amunt i al llarg de la costa atlàntica des de San Agustín al nord del riu St Marys, a la frontera de l'actual Geòrgia. Fins al St Johns, a l'oest, cap al centre de l'actual Jacksonville, hi havia els pobles d'Omoloa, Casti, i Malica. L'extrem nord de l'autoritat de Saturiwa era el poble de Caravay o Sarabay, possiblement a l'illa Little Talbot. Un altre poble, Alicamani, es troba a l'illa Fort George a través del riu del llogaret principal. Hi havia llogarets addicionals ubicats al llarg de la costa cap al sud, entre ells Seloy, que més tard es va convertir en el lloc de la colònia espanyola de San Agustín.
Al nord dels saturiwa hi havia altres pobles de parla Mocama, incloent els tacatacuru. El llogaret principal dels Tacatacuru era a l'illa Cumberland a l'actual Geòrgia, i evidentment, controlaven altres pobles a la costa. Més amunt del riu per al sud-oest, en una zona que s'estén aproximadament des de Palatka a Lake George, hi havia els Utina, un altre grup timucua que estava sovint en guerra amb els saturiwa. L'àrea entre Jacksonville i Palatka era relativament menys poblada; és possible que aquesta regió servís com a amortidor entre els saturiwa i els utina.

## Història
La història dels saturiwa abans del contacte amb els europeus és fosca. La zona havia estat habitada pels pobles indígenes durant milers d'anys; hi ha evidència de ceràmica que daten de 2500 aC. Com altres mocama, els saturiwa participaren en la cultura arqueològica de Savannah, i també en la cultura de St. Johns.

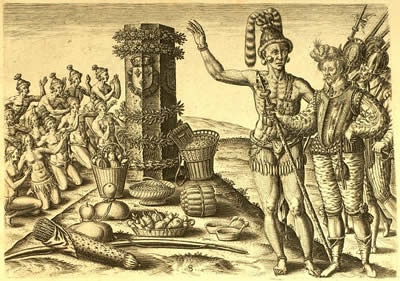
Athore, fill del rei timucua Saturiwa, mostrant Laudonnière el monument posat per Jean Ribault.

Els saturiwa trobaren l'expedició de l'hugonot francès Jean Ribault quan va explorar l'àrea en 1562, encara que els francesos no va registrar cap nom per a ells en aquest moment. Dos anys més tard, els saturiwa es trobaren de nou amb els francesos quan van tornar a la zona per fundar Fort Caroline.
El cap Saturiwa va forjar relacions d'amistat amb els colons francesos, comerciant i intercanviant regals amb els nouvinguts i els va permetre establir Fort Caroline al seu territori. Ell es va oferir a ajudar en la construcció del fort; el governador de la colònia, René Goulaine de Laudonnière va acceptar l'oferta, i els saturiwa els proporcionaren un sostre de palla de palma per al graner. Saturiwa volia aprofitar aquest pacte d'amistat per obligar Laudonnière que l'ajudés contra els seus enemics, els utina, que vivien riu amunt cap al sud-oest. Laudonnière, però, es va negar a participar en un assalt contra els poderosos utina, cosa que va malmetre les relacions entre les dues parts. Els francesos finalment repararen la relació amb els saturiwa, però en 1565 Fort Caroline va ser saquejada per forces espanyoles dirigides per Pedro Menéndez de Avilés, qui havia fundat recentment San Agustín.
Els saturiwa inicialment es van resistir als espanyols. En 1566 es van unir als Potano i Mayaca contra el Agua Dulce i els seus aliats espanyols. En 1567 els saturiwa, juntament amb els tacatacuru i altres, ajudaren Dominique de Gourgue a assaltar Fort Caroline en mans dels espanyols. Eventualment, però, els saturiwa se sotmeteren als espanyols, qui van fundar algunes de les seves primeres missions a Florida en el seu territori. La missió principal dels saturiwa era San Juan del Puerto, situada prop Alicamani a l'illa Fort George, on Francisco Pareja va emprendre les seves obres en la llengua timucua.
Els saturiwa es convertiren en la principal tribu en el sistema de missions espanyoles, però la seva fortuna es va reduir notablement a través del segle xvii. Per 1601, estaven subjectes al cap principal de "San Pedro" (Tacatacuru), d'acord amb els registres espanyols. Es van veure greument afectats pels brots de la malaltia que va destruir Florida en 1617 i de nou en 1672. Les seves missions els esmenten en els registres en 1675 i 1680, encara que els registres indiquen una disminució de la població. Després d'això desapareixen del registre. És probable que els saturiwa supervivents es fusionessin amb altres grups timucua, i va perdren la seva identitat independent.